# Третье сражение на Корунской дороге
Третье сражение на Корунской дороге (исп. Tercera batalla de la carretera de La Coruña) или сражение у Махадаонды — третья и последняя попытка националистов изолировать Мадрид с севера, предпринятая в начале января 1937 года во время гражданской войны в Испании.

## Планы и силы сторон
Как и в сражении при Посуэло, и во Втором сражении при Корунской дороге мятежники решили окружить Мадрид с северо-запада, сосредоточив свои силы, чтобы перерезать шоссе, ведущее в Ла-Корунья и попытаться прорваться через него в сторону столицы, одновременно изолировав её от республиканских частей, которые сражались в Сьерра-де-Гвадаррама.
Для проведения операции националистами была создана Мадридская усиленная дивизия под командованием генерала Луиса Оргаса, которая имела двадцати тысяч человек, в основном колониальные войска Африканской армии из марокканцев и легионеров, две роты немецких танков Pz.Kpfw. I, большое количество тяжелой и легкой артиллерии и три противотанковые батареи. План Оргаса состоял в том, чтобы начать крупное наступление с юга, перерезать шоссе в Ла-Корунья, а затем повернуть на восток от Лас-Росаса и Махадаонды, чтобы изолировать Мадрид с севера.
Для защиты Мадрида генерал Хосе Миаха и его начальник штаба полковник Висенте Рохо организовали армейский корпус, состоявший из пяти дивизий, каждая из трех бригад. Всего — 45 тысяч человек.

## Ход сражения
Наступление началось 3 января 1937 года. Главный удар пришелся по четырёхбригадной 4-й дивизии Хуана Модесто. Колонна Фернандо Баррона продвинулась из Вильянуэва-де-ла-Каньяда в сторону шоссе на Ла-Корунья, и на следующий день она была в районе Лас-Росас, где встретила сильное сопротивление, особенно после прибытия двух батальонов интернациональных бригад.
Справа от Баррона наступали колонны под командованием Эдуардо Саэнса де Буруага и Ф. Гарсиа-Эскамеса, которые встретили сильное сопротивление в районе Посуэло со стороны республиканцев, подкрепленых одним батальоном XI интербригады и шестью танками Т-26, которые подбили 25 легких танков Pz.Kpfw. I. Со своей стороны, 3 января колонна Ируретагойены захватывает Виллафранка-дель-Кастильо и 4 января — Вильянуэва-дель-Пардильо. В тот же день колонна Карлоса Асенсио занимает Махадаонду.
5 января республиканская 31-я смешанная бригада при поддержке танков попыталась отбить Лас-Росас, но неудачно.
6 января после интенсивного артобстрела мятежникам при поддержке танков и легкой артиллерии удалось разбить четыре батальона XI интербригады и выйти на шоссе Ла-Корунья на тринадцатом километре, взяв лес Ремиса. Войска Оргаса повернули на восток и 9 января ценой больших потерь захватили десять километров шоссе, которые вели от Лас-Росаса, и дошла до крайних домов Мадрида на площади Пуэрта-де-Йерро. Впервые, как и 15 ноября 1936 года, возникла опасность прорыва республиканского фронта.
Хосе Миаха и Висенте Рохо за счет переброшенных резервов сумели консолидировать фронт. Когда силы Оргаса подошли к мосту Сан-Фернандо, то сразу потеряли его из-за резкой контратаки республиканцев, а ещё одна попытка продвинуться через высоту Эль-Пардо была остановлена республиканской артиллерией. Нехватка резервов не позволила националистам повторить атаку в этом секторе.
Учитывая изменившуюся обстановку, республиканское командование приняло решение перейти в контрнаступление и нанести удар с линии Вальдеморильо, Галапагар на юго-восток, во фланг главной группировке противника в районе Лас-Росас, Аравака, Махадаонда. Главный удар наносился интернационалистами из района Галапагар, вспомогательный — испанцами (1-я, 3-я и 31-я бригады) из парка Эль-Пардо на Лас-Росас. В контрнаступлении участвовало около 9000 человек, 50 танков и 22 орудия.
11 января, в густом тумане и при сильном холоде, республиканские войска, усиленные XII и XIV интербригадами, 1-й смешанной бригадой Энрике Листера и при поддержке двух танковых батальонов (47 танков) под личным командованием Д. Г. Павлова, успешно контратаковали в направлении Махадаонды и Лас-Росаса. Из-за густого тумана артиллерия и авиация участия в контратаках не принимала. Оба танковых батальона вели в наступление интербригады. Они последовательно атаковали войска мятежников, возвращались к пехоте и снова переходили в атаку, помогая продвижению интербригад. Особенно ожесточенные бои разгорелись за здание старого телеграфа, расположенное на холме южнее Лас-Росаса и являвшееся ключом обороны всей позиции противника, которое в течение двух дней неоднократно переходило из рук в руки. Хотя оба населенных пункта, за исключением здания телеграфа, не удалось вернуть, но кризис был преодолен.
В ночь на 14 января в республиканские части пришел приказ штаба фронта, который предписывал прекратить наступательные действия и перейти к обороне на занимаемых участках. В приказе говорилось, что цель, которую ставили республиканцы, достигнута: главные силы противника отвлечены от Мадрида. Обе стороны перешли к обороне и начали укреплять свои позиции.

## Результаты
Третье сражение на Корунской дороге закончилось, как и два предыдущих, новым поражением мятежников, поскольку они не смогли ни проникнуть в Мадрид с северо-запада, ни изолировать его от республиканских войск, расположенных в Сьерра-де-Гвадаррама, хотя франкисты и сохранили десять километров дороги, которые они заняли во время своего наступления.
За десять дней боев республиканцы потеряли убитыми и ранеными — 6000, националисты — 1500.